# 乙基

乙基的结构。

乙基（英語：Ethyl group）是一个烃基官能团，化学式为—C2H5，简写为—Et（Ethyl）。最简单的乙基化合物为乙烷（C2H6），乙基与氢原子相连。其他包括氯乙烷、溴乙烷、乙醇、乙胺和硝基乙烷等。
乙基化指向分子中引入乙基官能团的过程，参见烷基化。